# バレーボールセントビンセント・グレナディーン男子代表
バレーボールセントビンセント・グレナディーン男子代表は、バレーボールの国際大会で編成されるセントビンセント・グレナディーンの男子バレーボールナショナルチームである。
1987年に国際バレーボール連盟へ加盟。

## 過去の成績

### オリンピックの成績
- 出場なし

### 世界選手権の成績
- 2010年 - 北中米予選敗退

### 北中米選手権の成績
- 出場なし